# Erythrura tricolor
Erythrura tricolor е вид птица от семейство Estrildidae.

## Разпространение
Видът е разпространен в Индонезия и Източен Тимор.